# Giro di Danimarca 1985
Il Giro di Danimarca 1985, prima edizione della corsa, si svolse dal 2 all'8 agosto 1985 su un percorso di 1045 km ripartiti in 6 tappe (la terza e la sesta suddivise in 2 semitappe ciascuna), oltre ad un prologo iniziale. Fu vinto da Moreno Argentin, davanti a Kim Andersen ed Étienne De Wilde.

## Tappe
| Tappa  | Data     | Percorso                                    | km    | Vincitore di tappa   | Leader cl. generale |
| ------ | -------- | ------------------------------------------- | ----- | -------------------- | ------------------- |
| Prol.  | 2 agosto | Copenaghen > Copenaghen (Cron. individuale) | 6,1   | Jesper Worre         | Jesper Worre        |
| 1ª     | 3 agosto | Copenaghen > Slagelse                       | 102   | Eric Van Lancker     | Eric Van Lancker    |
| 2ª     | 4 agosto | Fionia > Fionia                             | 194   | Kim Andersen         | Jesper Worre        |
| 3ª-1ª  | 5 agosto | Odense > Esbjerg                            | 165   | Dirk Heirweg         | Jesper Worre        |
| 3ª-2ª  | 5 agosto | Esbjerg > Esbjerg (Cron. individuale)       | 17    | Tommy Prim           | Tommy Prim          |
| 4ª     | 6 agosto | Esbjerg > Aalborg                           | 247,9 | Benno Wiss           | Moreno Argentin     |
| 5ª     | 7 agosto | Aalborg > Aarhus                            | 153   | Guido Bontempi       | Moreno Argentin     |
| 6ª-1ª  | 8 agosto | Copenaghen > Copenaghen                     | 96    | Jean-Paul van Poppel | Moreno Argentin     |
| 6ª-2ª  | 8 agosto | Copenaghen > Copenaghen                     | 64    | Paolo Rosola         | Moreno Argentin     |
| Totale | Totale   | Totale                                      | 1045  |                      |                     |

## Classifiche finali

### Classifica generale
| Pos. | Corridore            | Squadra       | Tempo   |
| ---- | -------------------- | ------------- | ------- |
| 1    | Moreno Argentin      | Sammontana    |         |
| 2    | Kim Andersen         | La Vie Claire | a 21"   |
| 3    | Étienne De Wilde     | Safir         | a 58"   |
| 4    | Guido Bontempi       | Carrera       | a 1'56" |
| 5    | Francesco Rossignoli | Carrera       | a 2'40" |
| 6    | Nico Verhoeven       | Skala         | a 2'40" |
| 7    | Valerio Piva         | Sammontana    | a 3'18" |
| 8    | Benno Wiss           | La Vie Claire | a 3'56" |
| 9    | Claudio Chiappucci   | Carrera       | a 5'57" |
| 10   | Luc Colijn           | Safir         | a 7'53" |